# JD 파워
JD 파워(JD Power and Associates)는 1968년에 제임스 데이비드 파워 3세(James David Power III)에 의해 설립된 세계적인 마케팅 정보 서비스 회사다. 본사는 캘리포니아주에 있으며 2005년 맥그로-힐파이넨셜로 인수됐며 중국계 투자회사인 XIO Group으로 2016년 매각되었다.

## 시장조사
주로 설문조사를 통해서 고객만족과 제품품질, 구매자의 행동 등을 조사한다. 조사대상은 전 세계 자동차 산업부터 컴퓨터, 사무기기, 통신, 금융, 호텔, 유통 등 다방면에 조사대상으로 하지만 특히 자동차 분야의 소비자 만족조사로 많이 알려져 있다. JD 파워는 미국 뿐만 아니라 다른 나라의 자동차 산업에 대해 연례 설문조사를 실시하고 있으며 현지 언어를 사용해서 조사를 하고 있다.
해당 자동차를 실제로 구입한 사람들을 대상으로 'VDS(The Vehicle Dependability Study；구매한 지 3년이 지난 소비자를 대상으로 한 조사)'와 'IQS(Initial Quality Study；구매한 지 90일이 지난 소비자를 대상으로 한 조사)' 등 소비자의 사용 경험을 바탕으로 한 조사를 발표하고 있다. 조사 결과는 보고서로 정리되어 고객만족 개선 활동이나 경영지표로 활용되며 소비자에 대한 조사결과 일부는 보도자료, 제품과 서비스에 대한 정보로 이용된다.

## 같이 보기
- 마케팅 조사